# Túi cơ nhị đầu - lồi củ xương quay
Túi cơ nhị đầu - lồi củ xương quay (tiếng Anh: bursa bicipitoradial) là một túi hoạt dịch nằm giữa gân đầu xa của cơ nhị đầu bắp tay và phần trước của lồi củ xương quay. Nó bao quanh một phần hoặc hoàn toàn gân cơ nhị đầu bắp tay nhằm đảm bảo chuyển động không ma sát giữa gân cơ nhị đầu cánh tay và đầu gần xương quay trong khi xoay ngoài và xoay trong cẳng tay.
Viêm túi cơ nhị đầu - lồi củ xương quay là một tình trạng hiếm gặp và chỉ có vài báo cáo trên giấy tờ. Trong trường hợp nghiêm trọng, túi bị sưng phồng do hoạt dịch, có thể gây chèn ép thần kinh gian cốt sau.